# دورنير دو إكس
دورنير دو إكس (بالإنجليزية: Dornier Do X)، كانت أكبر وأثقل وأقوى طائرة قارب في العالم والتي تم إنتاجه في عام 1929م من قبل الشركة الألمانية دورنير للطائرات. التصور الأولي للطائرة كان في عام 1924 من قبل المصمم الدكتور كلود دورنير، بدأ التخطيط في أواخر عام 1925 وبعد أكثر من 240,000 ساعة عمل تم الانتهاء منها في يونيو 1929.
خلال السنوات ما بين الحربين العالميتين، كانت هناك فقط الطائرة الأرضية السوفيتية توبوليف إيه إن تي-20 «مكسيم غوركي» والتي أصبحت بعد سنوات لاحقة أكبر جسديا، ولكن بوزن اقلاع أقصى يبلغ 53 طن متري ولم تكن ثقيلة مثل «دو إكس» التي لها وزن إقلاع أقصى بيلغ 56 طن.
تم تمويل «دو إكس» من قبل وزارة النقل الألمانية بغية الالتفاف على شروط معاهدة فرساي، والتي منعت ألمانيا بعد الحرب العالمية الأولى من صنع أي طائرة تزيد عن السرعة أو تتخطى نطاق الحدود الموضحة في المعاهدة، ولذلك تم بناء مصنع خصيصا في ألتنرهين، في السويسري على جزء من بحيرة كونستانس.
لاقت الطائرة شعبية من عامة الناس، ونظراً لعدم وجود مصلحة تجارية وعدد من الحوادث غير القاتلة لم تبنى سوى ثلاثة نماذج من الطائرة.

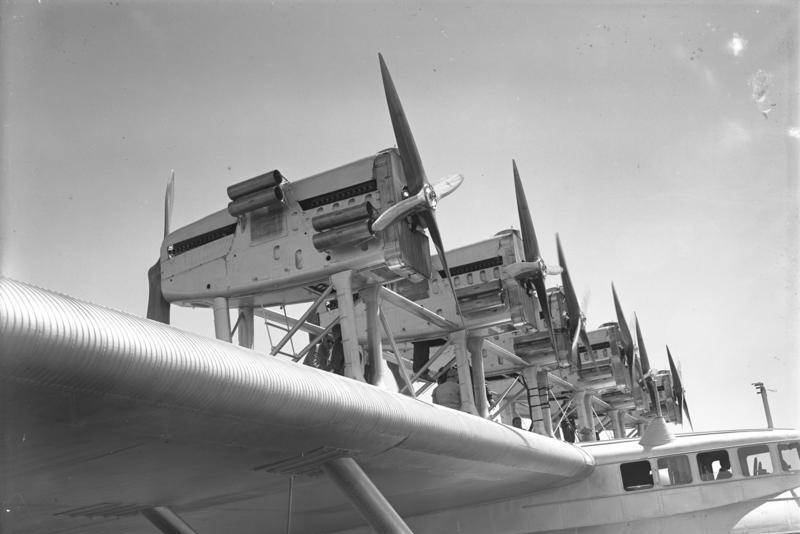
المحركات على الجناح

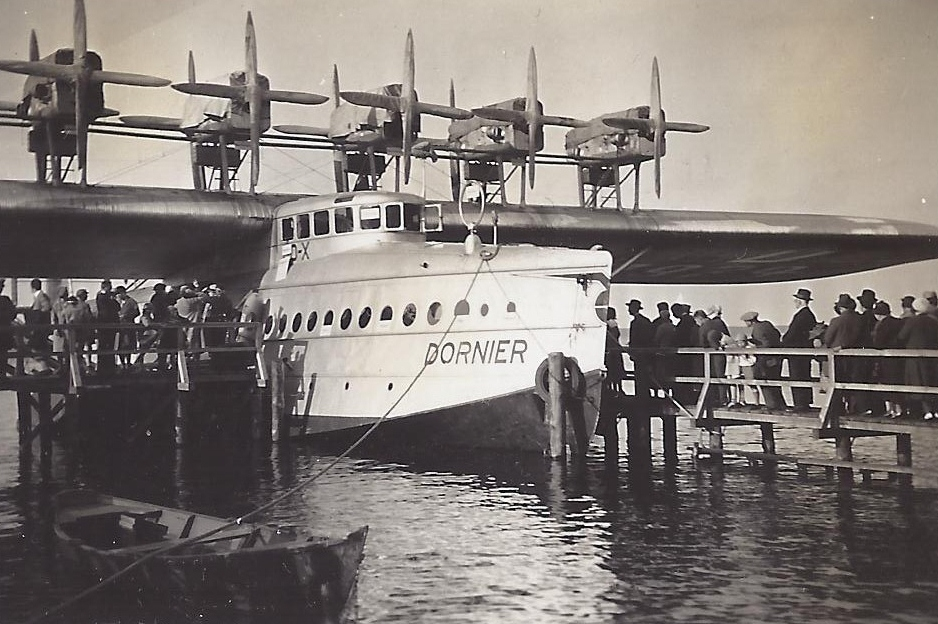
Do X on Lake Müggelsee, Berlin, May 1932

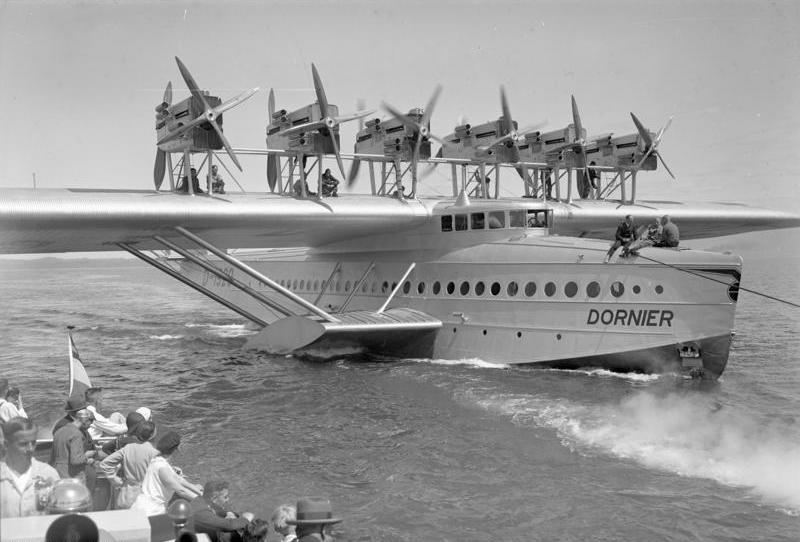
Do X under tow

## التشغيل

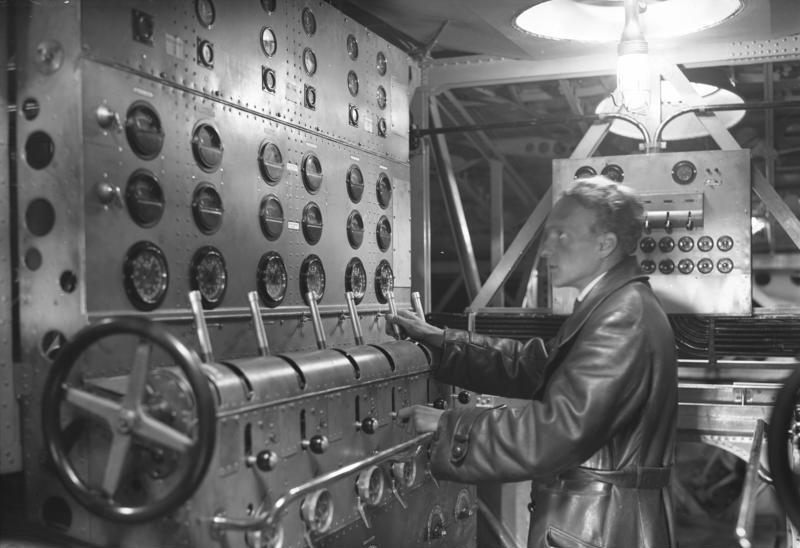
The engineer in the machine centre operated the throttles of the 12 engines

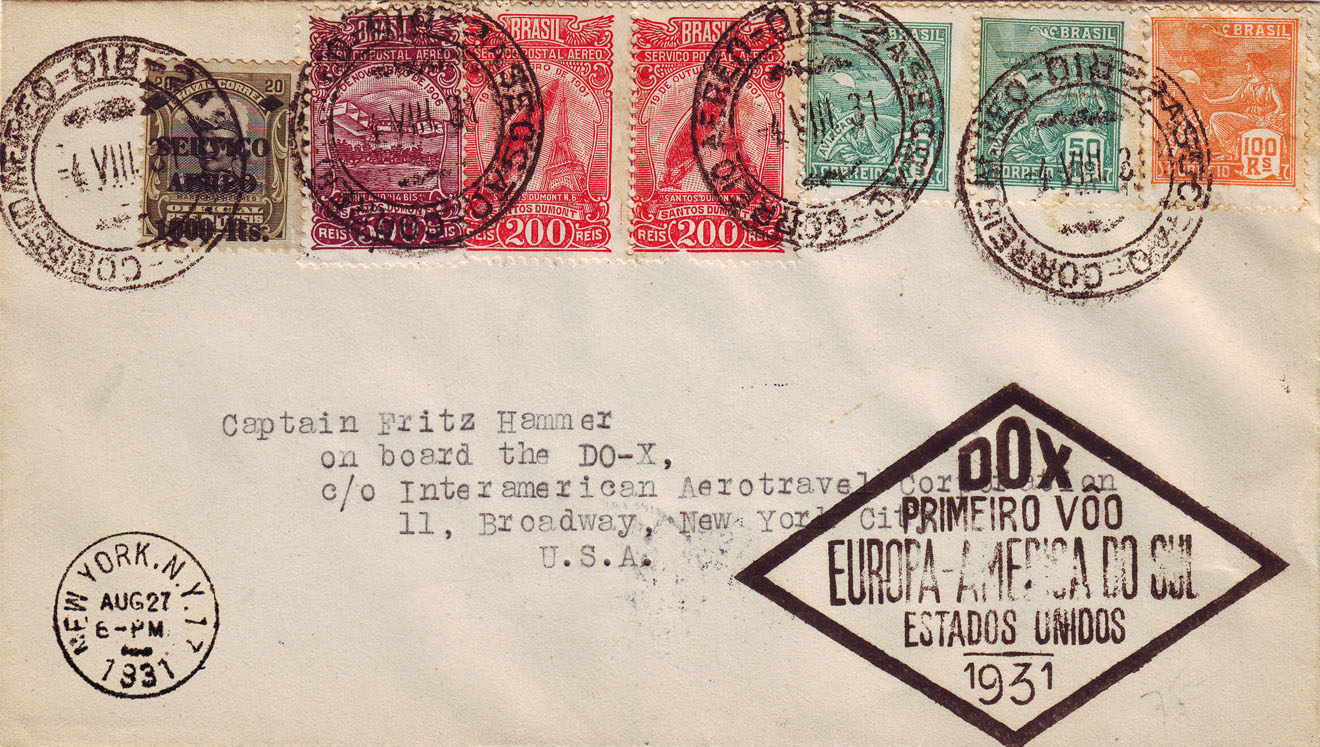
Cover carried from Rio de Janeiro to New York on the DO-X, August 5–27, 1931

## نماذج أخرى

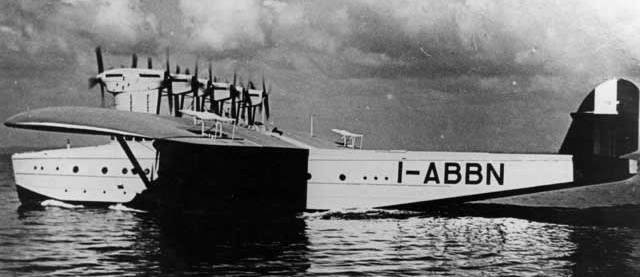
Italy's Do X3 Alessandro Guidoni, one of the three Do Xs built.

## المشغلين
- ألمانيا : دويتشه لوفت هانزا
- إيطاليا : ريجيا ايرونوتيكا سانا (طيران الدولة)

## مواصفات (Do XIa)
البيانات من Flight 1930
الخصائص العامة
- الطاقم: 10-14
- السعة: 66-100 ركاب
- الطول: 40 متر[4] (131 قدم 4 بوصة)
- باع الجناح: 48 متر[4] (157 قدم 5 بوصة)
- الارتفاع: 10.25 متر (33 قدم 7 بوصة)
- مساحة الجناح : 450 متر2 (4,844 قدم2)
- الوزن فارغة: 28,250 كغ[4] (62,280 رطل)
- وزن الإقلاع الأقصى: 56,000 كغ (123,460 رطل)
- محرك الطائرة: 12 × Curtiss Conqueror مبرد بالماء V12, 455 كيلو نيوتن (610 حصان)  الواحد

الأداء
- السرعة القصوى: 211 كم / ساعة (131 ميل في الساعة)
- سرعة العبور: 175 كم / ساعة (109 ميل في الساعة)
- مدى (طائرة): 1,700 كم (1,056 ميل)
- سقف الخدمة: 3200 متر (10498 قدم)
- حمولة الجناح: 94 كـغ/م2 (19.3 رطل/قدم2) (بحمولة 46 طن وزن)

## المظاهر البارزة في وسائل الإعلام
- The 1932 movie, F.P.1, features short historic footage of the flight of the Do X.
- The 1934 movie, The Perils of Pauline, features historic footage of the flight of the Do X.
- Wings of Death - Albatross (Lupin the 3rd), plot revolves around a restored Do X named "Albatros".

## مزيد من القراءة
كتب
- Jörg-Michael Hormann Flugschiff DO-X, die Chronik, Bielefeld 2006, ISBN 3-7688-1841-1
- Jörg-Michael Hormann and Reinhard Hofrichter: Ein Schiff fliegt in die Welt, Deutsche Post AG, ISBN 3-00-014367-X
- Peter Pletschacher: Grossflugschiff Dornier Do X, Aviatic Verlag GmbH, Oberhaching 1997, ISBN 3-925505-38-5 (has details of the Do X2 and Do X3)

## وصلات خارجية
- Development history of the Do X نسخة محفوظة 29 سبتمبر 2007 على موقع واي باك مشين. Source: مجموعة إيرباص
- Do X aviation philately / air post and catalogue
- Travel reports, interior accommodation and technical data
- stereoscopic postcards
- Landing of the Do X in New York, 31 August 1931 (requires RealPlayer or VLC)
- “Ein fliegender Gigant besucht den Chiemsee” Traunsteiner Tagblatt
- A flight aboard the DoX - 1930 (Bomberguy's YouTube channel) historical clips of the Dornier Do X
- “Größenwahn hoch X”, SPIEGEL online, January 2010, with 19 photographs of the Do X
- Dornier Do-X, October 1929 article بوبيلار ميكانكس
- Cover Art Work of Do-X, October 1929 بوبيلار ميكانكس
- "Luxuries Aboard World Largest Seaplane" Popular Mechanics, November 1930, pp 782-783
- "Do X Power Is Raised By Engine Change", April 1932, Popular Mechanics